# Antonio Corradini

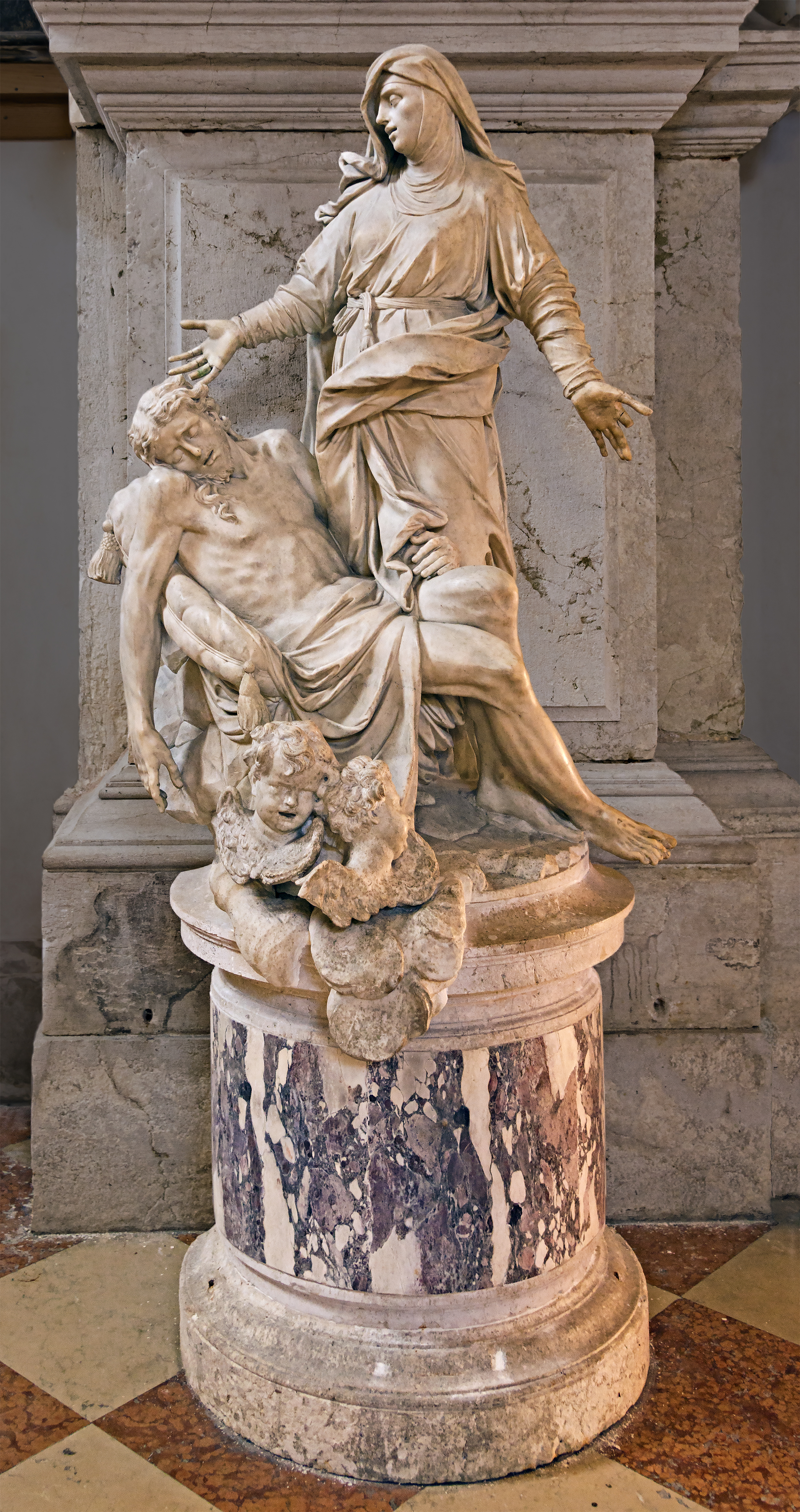
Pietà de Antonio Corradini (Igreja de San Moisè, Veneza)

Antonio Corradini (Veneza, 19 de outubro de 1688 — Nápoles, 12 de agosto de 1752) foi um escultor do estilo rococó que se tornou conhecido por trabalhos principalmente em Veneza, mas que também foi contratado para obras em Viena, onde foi escultor da corte de Carlos VI, e em Nápoles, cidade em que veio a falecer. Notabilizou-se por esculturas em mármore em que as figuras estão cobertas por véu.

## Vida pregressa e aprendizagem
Muitas das informações sobre os primeiros anos da vida de Corradini são contraditórias, incluindo sua data de nascimento. De acordo com investigações recentes, ele seria de família modesta, filho de Gerolamo Corradini, um velejador profissional (enrolador de velas para embarcações) e de sua esposa Barbara, tendo nascido na região de S. Vito e Modesto. Corradini foi aprendiz do escultor Antonio Tarsia (1663–1739), para quem trabalhou por quatro ou cinco anos a partir dos 14 ou 15 anos de idade, prática comum naquele tempo. Mais tarde, veio a se tornar genro de Tarsia.
Parece ter se tornado propriamente um escultor, deixando o status de aprendiz, por volta de 1709. Naquele ano foi contratado para um trabalho da fachada da igreja de San Stae, em Veneza. Dois anos mais tarde, em 1711, registra-se que foi incluído como um dos escultores da Arte dei Tagliapietra. Por volta de 1713 finalmente obteve seu próprio ateliê, vindo a trabalhar na localidade de St. Anastasia em Zara, para a igreja de São Donato.

## Início da carreira
Os serviços de Corradini, nos próximos anos, vieram de mecenas da região do leste europeu. Entre 1716-17, completou oitenta bustos e duas estátuas para o jardim de verão do czar da Rússia, Pedro, o Grande em São Petersburgo, bem como a primeira de suas mulheres cobertas com véu. Ele completaria mais duas obras na cidade em 1722. Em 1718 ou 1719, foi comissionado para executar um monumento para Johann Matthias von der Schulenburg, marechal das forças venezianas para a defesa da ilha de Corfu. Em 1718, completou um altar para a Catedral de Rovigo e, em 1720, foi pago para assinar um altar dedicado à casa abençoada instalada na cripta.
Corradini completou o conjunto externo de estátuas em mármore Nesso e Dejanira (1718–23), para a Grosser Garten, em Dresden. Já o Apolo esfolando Marsyas e Zéfiro e Flora (1723-8) são duas esculturas em mármores originalmente encomendadas pelo rei da Polônia e eleitor da Saxônia, Augusto, o Forte, para os jardins do Palácio Höllandisches em Dresden (agora no Museu Victoria and Albert, em Londres). Foi nesse tempo que Corradini casou-se com Maria Tarsia, filha de seu antigo mestre.
Em 1723, Corradini reputadamente se tornou a primeira pessoa a separar a arte dos escultores da profissão dos pedreiros, tomando parte de um colegiado estabelecido em 1724. Ele assumiu a tarefa de ser o guia de novos profissionais daquela arte durante a infância deles. Em 1725-26 foi designado curador das leis da instituição, tornando-se seu prior in 1727.
Em meados dos anos de 1720 Corradini foi premiado com numerosos trabalhos comissionados pela Itália. Concluiu algumas esculturas para o monumento Manin na Catedral de Udine e a igreja de San Giacomo de Udine, além do altar do sacramento abençoado da catedral de Este, em Veneto (1722–25), trabalho que concluiu totalmente. De 1724-28, atuou em Veneza na restauração da escadaria e das esculturas do paládio do Doge, e na fachada da torre do relógio da Praça de São Marcos. Depois que seu modelo de cera foi escolhido, entre 1719-29, Corradini supervisionou a reconstrução do bucintoro, concluindo para ele algumas esculturas de madeiras.

## Na Áustria
Em torno de 1729-30, Corradini mudou-se para Viena, capital do Império Austro-Húngaro dos Habsburgos, onde foi nomeado escultor da corte, em 1733, recebendo um salário de 1700 florins por ano, além de ajuda de moradia de 500 florins. Ele ficaria por lá até o início dos anos de 1740, e o imperador Carlos VI confiou-lhe a concretização do Bundesladendenkmal (monumento da Ark of the Covenant), em Győr, localidade que hoje fica no noroeste da Hungria. Em 1735 trabalhou a partir de desenho de Joseph Emanuel Fischer von Erlach em um modelleto para o tombo da igreja de St. Johann Nepomuk em Praga, obra executada pelo ourives Johann Joseph Würth.
Corradini concluiu, ele próprio, um grande número de trabalhos em Viena durante aqueles anos. Carlos VI o empregou na decoração do Josephbrunnen e, mais tarde, Corradini esculpiu quatro figuras para o altar de dois lados abaixo do domo da Karlskirche, bem como desenvolveu o design e supervisionou a construção da arena de madeira para brigas de animais chamado de Hetztheater. Em 1736, foi nomeado, com Antonio Galli Bibbiena, designer da corte para os espetáculos de touros que lá ocorriam e no dia 14 de abril de 1738 um decreto imperial apontou Galli Bibbiena, Corradini e Antonio Lopez conjuntamente para o posto de administradores da arena, a qual foi utilizada até 1749.

## Mudança para Roma
Com a morte do imperador Carlos VI, em 1740, e de sua esposa, em 1741, além do falecimento de Fischer von Erlach em 1742, Georg Raphael Donner tornou-se o mais proeminente escultor de Viena, enquanto Corradini entra em um período de crise, acabando por fazer, em 1740, uma breve visita a Roma. No final de 1742, mesmo depois que a imperatriz da Áustria Maria Teresa o confirmou como escultor da corte, retorna então para Veneza e depois para Roma, onde dividiu residência e negócios com Giovanni Battista Piranesi. No dia 23 de janeiro de 1743, Corradini pediu permissão à imperatriz austríaca para ficar em Roma permanentemente, mesmo mantendo a opção de retornar a Viena quando quisesse.
Em Roma, dedicou-se pessoalmente a esculpir uma Vestal Coberta com Véu, atividade sem o patrocínio de qualquer mecenas (permanece não vendida), além de estar envolvido no problema para restauração da cúpula da Basílica de São Pedro. Corradini desenhou oito modelos de estátuas colossais, propondo colocá-las ao pé do tambor do domo, tornando-o mais resistente à força centrífuga. Ele também esculpiu um busto do Papa Benedito XIV e outros trabalhos de menor expressão.

## Nápoles e a Capela de Sansevero
Em 1744, Corradini se mudou pela última vez, para Nápoles, tendo como objetivo trabalhar na escultura para a Capela de Sansevero (Capella Sansevero de' Sangri or Pietatella) no centro da cidade, a pedido de Raimondo di Sangro, príncipe de Sansevero VII, que, como Corradini, também era pedreiro, mas por um infortúnio, teve morte prematura aos 23 anos. O trabalho de Corradini na capela é um complexo e intricado conjunto decorativo de estátuas, pedestais e altares, para o qual ele preparou 36 modelos em barro.
Dentre as obras da capela, ele concluiu, em 1750, a "Verdade sob Véu" (também chamada de "Véu da Modéstia”, “Pudor sob Véu” ou "Castidade"), memorável monumento dedicado a Cecilia Gaetani dell'Aquila d'Aragona, mãe de Raimondo di Sangro. Não se trata apenas de um trabalho tecnicamente inspirado, mas o conceito de pudor protegido pelo mais frágil dos véus cria uma sedutora, porém irônica tensão, talvez um pouco inapropriada para um monumento de uma capela funerária, mas que força o observador a uma inevitável reflexão.
Outra obra de sua autoria, “Mortalha do Cristo com Véu”, que se encontra na mesma capela, foi concluída posteriormente por Giuseppe Sanmartino (1720–1793), usando o mesmo artifício do véu em mármore. A Capela de Sansevero permanece como obra não conclusa em função da morte de Corradini em 12 de agosto de 1752. Ele foi sepultado na igreja da freguesia de Santa Maria della Rotonda no mesmo dia. Corradini influenciou uma série de escultores italianos posteriores, dentre os quais estão, além de Giuseppe Sanmartino; Giovanni Strazza e Rafaelle Monti.